# João Cândido (navio)
O João Cândido é um navio petroleiro feito no Brasil com 274 metros de comprimento, 48 metros de largura, 51,6 metros de altura e 12 tanques de carga, considerado a maior embarcação já construída no país, com a capacidade de transportar metade da produção diária de petróleo brasileiro. Foi construído pelo Estaleiro Atlântico Sul, localizado no município de Ipojuca, litoral sul de Pernambuco.

## História
Foi o primeiro navio construído para o Programa de Modernização e Expansão da Frota da Transpetro (Promef). É parte de um lote de 49 navios encomendados pela Transpetro, a um custo de 10,6 bilhões de reais no total.   Foi construído com 70% de nacionalização  no Estaleiro Atlântico Sul (EAS) e irá transportar petróleo produzido na Bacia de Campos para o Terminal Almirante Barroso (Tebar), em São Sebastião (SP).

## Nome
O seu nome foi em homenagem ao marinheiro João Cândido (1880-1969), que liderou a Revolta da Chibata, em 1910, com cerca de dois mil marinheiros negros que lutavam contra os maus-tratos a que eram submetidos pelos comandantes da Marinha. 

## Atrasos
O navio João Cândido foi entregue pela primeira vez em maio de 2010, no entanto, depois de pronto, descobriu-se que a embarcação, concluída no Estaleiro Atlântico Sul, possuía diversos defeitos e não tinha boas condições de navegação, passando desde então por consertos. Apenas em abril de 2012 ele concluiu estágio no mar e foi certificado como apto a navegar. 
Com um ano de atraso na entrega do navio, a Transpetro decidiu multar o Estaleiro Atlântico Sul (EAS). 